# Mesosternus halffteri
Mesosternus halffteri är en skalbaggsart som beskrevs av Moron 1987. Mesosternus halffteri ingår i släktet Mesosternus och familjen Rutelidae. Inga underarter finns listade i Catalogue of Life.